# Flemingia glutinosa
Flemingia glutinosa là một loài thực vật có hoa trong họ Đậu. Loài này được (Prain) Y.T.Wei & S.K.Lee miêu tả khoa học đầu tiên.